# Синопски кодекс
Синопски кодекс (лат. Codex Sinopensis; ознака: О или 023) је унцијални рукопис 6. века на грчком језику, који садржи фрагменте текста Јеванђеља по Матеју (углавном поглавља 13-24), на 44 пергаментна листа (30 к 25 цм). Име рукописа потиче од града у коме је рукопис пронађен .

## Карактеристике рукописа
Синопски кодекс је исписан сребрним мастилом на пергаменту боје магента. Почетна слова за Бога и Исуса Христа исписана су златним словима. Текст на листу налази се у једној колони 
Овај кодекс, заједно са Росанским кодексом(Σ), Бератским кодексом(Φ) и Петерсбуршким пурпурним кодексом(Н), припада групи љубичастих унцијалних рукописа Новог завета.
Грчки текст рукописа одражава византијски тип текста, додељен је 5. категорији Аланда.

## Историја
Рукопис је купио француски официр, капетан Ј. де ла Тил, који се враћао са путовања на Кавказ, од старијег становника грчке четврти Синоп децембра 1899. године. Доласком у Орлеанс, де ла Тиле је продао рукопис продавцу књига, од кога га је преузео француски филолог и историчар, радник Националне библиотеке А. Аумонт [3]. Аумонт је делимични рукопис објавио у Журнал де савантс 1900. године, а у потпунијој верзији у Нотисес ет ектраитс де манусцритс де ла Библиотхекуе натионале ... 1901. године.
Тренутно се у Паризу чува 43 (тј. Сви осим једног) листа у Националној библиотеци Француске, МС. Гр. 1286.